# Hilbeck
Hilbeck ist ein Ortsteil der Stadt Werl mit 1292 Einwohnern (Stand: Ende 2018) mit dem Haus Hilbeck.

## Geschichte
Um 950 wurde Pentling, ein Gemeindeteil von Hilbeck, als Lehen des Klosters Pantaleon in Köln erwähnt. Vor 1200 wurde auf dem Thingplatz eine Kirche errichtet. Namensgebend für den Ort war die Familie von Hilbeck, deren Anwesenheit im Ort bis 1426 nachweisbar ist. Die Grafen von der Mark erwarben eine Vogtei im Ort; ein festes Haus der Grafen ist 1393 belegt. Zum Ende des 16. Jahrhunderts übernahmen die Herren von Pentling (auch Pentlinck) das Haus Hilbeck, in derselben Zeit wurde an die Kirche ein gotischer Chorraum angebaut. Die Bruderschaft St. Nikolai wurde 1421 und 1429 erwähnt. Im Jahr 1486 lebten 35 steuerpflichtige Familien im Dorf. In der Tabuzone der Kirche wurden 1490 Spieker zur Aufbewahrung von Vorräten bezeugt. Ab 1561 war Hilbeck zur Grafschaft Mark zugehörig. Der Gobel von Drechen führte 1565 die evangelische Lehre ein, die aber bis 1646 mehrfach mit der katholischen wechselte. Unter anderem ist durch alte Flurnamen wie Spanische Föhde und Pappenheim die Plünderung durch spanische Soldaten belegt; auch die Kirche wurde beschädigt. Das Haus Hilbeck wurde 1726 von der Familie von Plettenberg erworben. Für 1731 sind insgesamt etwa 50 verschieden große Bauernhöfe nachgewiesen. Von etwa 1700 bis 1800 existierte als Vorstufe bäuerlicher Selbstverwaltung eine Binnen- und Buitenbauerschaft. Im Jahr 1797 lebten 402 Menschen in 78 Häusern in Hilbeck, 50 steuerpflichtige Höfe sind nachgewiesen. Eine befestigte Straße, die heutige Bundesstraße 63, wurde um 1820 angelegt. An der Siepenstraße wurde 1942 ein Schulgebäude errichtet.
Am 1. Januar 1968 wurde Hilbeck durch das Gesetz zur Neugliederung des Landkreises Unna in die neue Gemeinde Rhynern eingegliedert. Als diese Großgemeinde mit dem Münster/Hamm-Gesetz am 1. Januar 1975 wieder aufgelöst wurde, kamen mit Ausnahme von Hilbeck alle Ortsteile von Rhynern zur kreisfreien Stadt Hamm. Hilbeck wurde wunschgemäß nach Werl im Kreis Soest umgegliedert. Von 1977 bis 1980 wurde die Strangbachhalle als Gemeinschafts- und Schützenhalle errichtet.

## Einwohnerentwicklung
| Jahr | Einwohner |
| ---- | --------- |
| 1849 | 0687      |
| 1910 | 0642      |
| 1931 | 0720      |
| 1956 | 0928      |
| 1961 | 0928      |
| 1974 | 0856      |
| 1987 | 1120      |
| 1998 | 1320      |
| 2010 | 1314      |
| 2018 | 1292      |

## Sehenswürdigkeiten

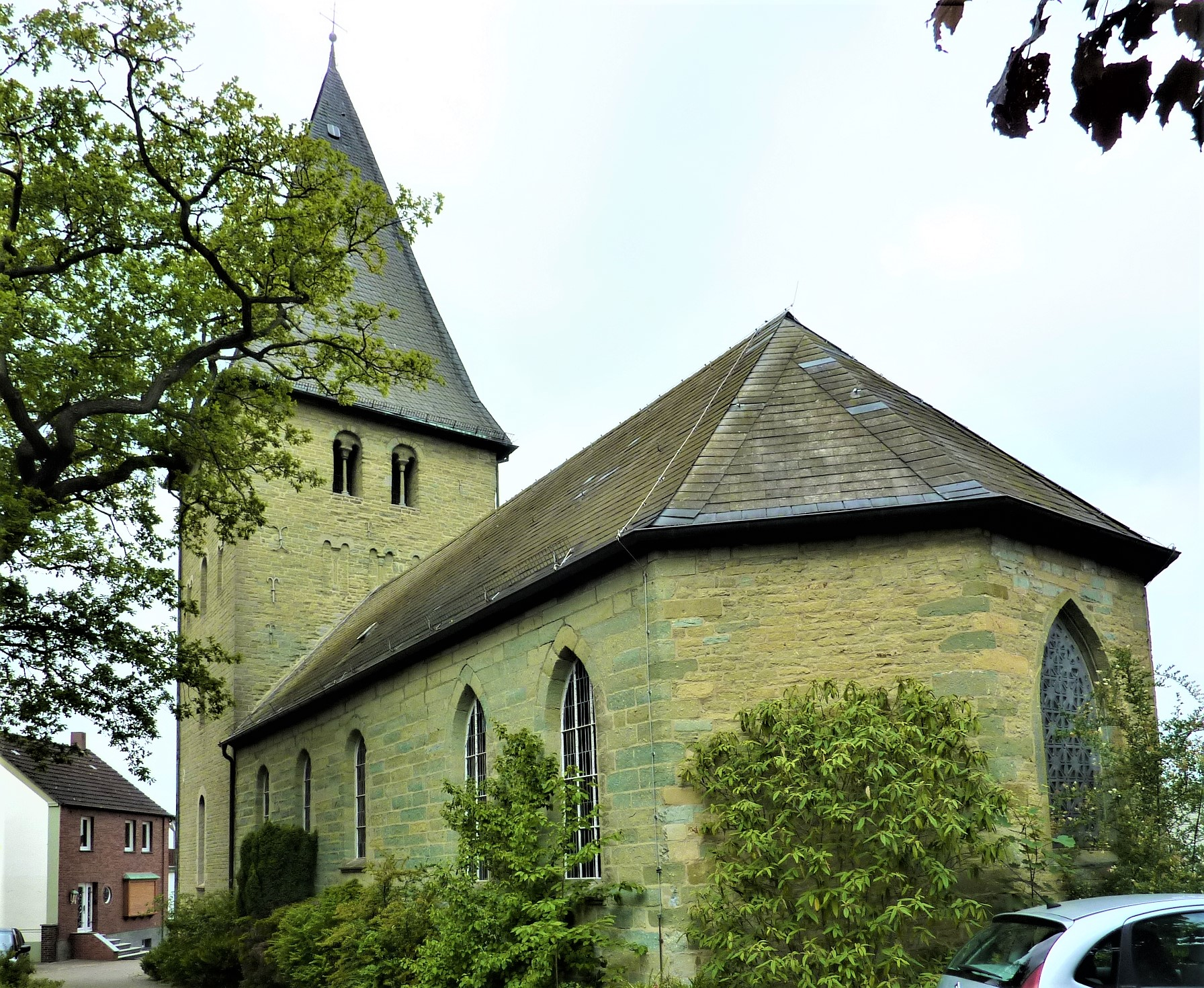
Die Evangelische Kirche

- Die denkmalgeschützte Evangelische Kirche ist ein ortsbildprägendes Gebäude.
- Haus Hilbeck, eine ehemalige Wasserburg, wird heute als Gutshof bewirtschaftet.
- Die Windmühle, ein ortsbildprägendes Gebäude, steht am Ortsrand und hat eine große Fernwirkung nach Osten. Nach Maßgabe des LWL ist das Gebäude von Bebauung freizuhalten.[12]
- Der Dorfplatz am Strangbach wurde 2015 neu gestaltet und dient heute als Hauptversammlungsort des Dorfes.[13]

## Höfe

### Gut Pentling
Gleich hinter dem Haus Hilbeck führt eine Straße in Richtung Norden zum ehemaligen Schulzenhof von Pentling. Der Name setzt sich aus Pent = Pantaleon und ing = Zugehörigkeit, also dem Pantaleon zugehörig. Somit gehörte der Hof zum Kloster St. Pantaleon in Köln, das der jüngste Bruder des Kaisers Otto der Große, Erzbischof Bruno, 964 gründete. Pentling bestand somit schon seit der Mitte des 10. Jahrhunderts. Zum Hof gehörte ein Hofesgericht und die Höfe Hilge, Steinau, Altena in Hilbeck, Reffelmann und Mittrop in Tünnen (Westünnen), Kleine und Rohe in Rhynern. Nach dem Gut Pentling benannte sich ein Dienstmannengeschlecht, dem das Gut vom Abt des Klosters St. Pantaleon als Vogtlehen gegeben wurde. Das Gut wurde 1853 frei von Grundherrschaft.

### Hof Schulze-Brünningsen
Die Bauerschaft mit den Höfen Schulte-Brünningsen und Geinegge befand sich im Nordwesten des Kirchspiels Hilbeck. In einer Urkunde aus dem Jahr 1486 wird der Hof Brumme Linchhuysen erwähnt; er hatte einen Schätzwert von 200 Gulden. 1491 wird anlässlich der kölnischen Fehdeschäden berichtet: Item dey schulte van Brulinchhusen heft eyn pert, dat stond ein 4 gulden, dat in dat sticht (Stift) von collen quam, dat hey oick sit pinxten verloren heft. Im 19. Jahrhundert wurde der Hof stückweise verkauft.

## Kirchliche Entwicklung
Der Historiker A. K. Hömberg erwähnt in seinem Werk Kirchliche und weltliche Landesorganisation des südlichen Westfalen die hl. Ida als Patronin der Kirche. Vermutlich lag das an der Vermutung, die Gründung der Kirchengemeinde stehe mit den Grafen von Werl in Verbindung, dessen Ahnfrau Ida war. In Wahrheit unterstand die Kirche dem Patrozinium des Sylvester. Hilbeck war ursprünglich eine Filialkirche von Büderich. Für den Bau ersten Kirche wurde ein Platz auf einer Anhöhe im Südwesten des Ortes ausgesucht. Der Ort hieß im Volksmund Tigge (Thing), was einen Hinweis auf vorgeschichtliche Nutzung als heidnischer Versammlungsort gibt. Der erste Kirchenbau war eine Kapelle aus Holz; der Grundriss entsprach in etwa dem Schiff der heutigen Kirche, die den Holzbau im 12. Jahrhundert ersetzte. Das Mittelschiff ist 11,75 Meter lang und 6,20 Meter breit; das Chorjoch mit 3/4-Schluss schließt sich um 10 cm verengt durch eine Mauernaht an. Der Chor wurde wohl anstelle des ursprünglich romanischen Chores, der auf einem quadratischen Grundriss stand, errichtet. Im Innenraum ist zwischen Schiff und Chor ein Schwibbogen aus Sandstein gespannt. Zwei Zierscheiben in Flachrelief sind in den Bogenzwickeln an der Westseite eingemauert; sie haben einen Durchmesser von etwa 43 cm. Eines zeigt das Wappen derer von Pentling, das andere ist mit einer Blattrosette verziert; zuvor dienten die Scheiben wahrscheinlich als Schlusssteine. Der Turm auf quadratischen Grundriss wirkt mächtig; er stammt aus dem 12. Jahrhundert. Schon während des Dreißigjährigen Krieges besaß die Kirche eine Orgel, die 1694 durch Sylvester Heilmann aus Herbern ersetzt wurde. Das Instrument stand über der Kanzel und dem Altar. Auf dem Weg zur Vollendung der Reformation kam es zu einigen Wirren. Der katholische Pfarrer in Büderich schickte seine beiden Kaplane Johan Binholt und Henning Schmittmann in die Stelle in Hilbeck; gleichzeitig wurde von den evangelischen Pfandherren des Hauses Hilbeck der ehemalige Mönch Nikolaus Fuchsius in das Amt eingesetzt. Fuchsius kam 1620 nach Hilbeck, konnte sich dort zwei Jahre halten und wurde dann von den Spaniern vertrieben; er kam vor 1634 noch einmal zurück und übersiedelte dann nach Bochum. Der Konkurrenzkampf zwischen beiden Konfessionen ging hin und her, verschiedene Pfarrer versahen ihren Dienst. Dabei verkamen die Kirche und das Pfarrhaus immer mehr. Erster Pfarrer in nachreformatorischer Zeit war Rappaeus; er verstarb 1674. Sein Nachfolger Johannes Bertram Reimbach war zuvor acht Jahre reformierter Prediger in Lünen.
Ab 1677 konnten erste Reparaturen am Kirchengebäude vorgenommen werden; die dafür erforderlichen Mittel flossen nur spärlich. Der Kirchturm war 1689 in einem sehr schlechten Zustand, das Balkenwerk war verfault. Der Innenraum wurde so umgestaltet, dass er für die reformierte Gottesdienstordnung geeignet war. Ein schlichter Abendmahlstisch ersetzte den Hochaltar, der abgebrochen wurde. In der Silvesternacht des Jahres 1672 drangen französische Truppen in die Kirche ein, zerschlugen die Glocken und nahmen die Fragmente als Beutestücke mit. Die Kirchenbänke wurden zum Teil verheizt. Am 10. März 1694 übernahm Theodor Henrich das Amt des Pfarrers; er setzte die Reformarbeit fort und ließ die Kanzel hinter dem Abendmahltisch aufstellen und die Orgel darüber aufbauen. Ein Pastor Sethmann starb 1750 im Alter von 71 Jahren, seine Grabplatte ist erhalten. Ein bedeutender Pfarrer war Wilhelm Reinhard; er bekleidete das Amt des Präses der märkischen Synode und war Vertreter bei dem Zusammenschluss der Lutherischen und Reformierten Kirche zur unierten preußischen Landeskirche.

## Vereine
- SV 1947 Hilbeck e. V.
- Breitensport Hilbeck e. V.
- Zukunft Hilbeck e. V.
- Männergesangverein 1863 Hilbeck e. V.
- Schützenverein Hilbeck
- Avantgarde Hilbeck 1969

## Persönlichkeiten
- Wilhelm Stahl (1900–1980), Tierzüchter und Agrarwissenschaftler
- Fritz Beckmann (1888–1954), Wirtschaftswissenschaftler und Politiker (CDU)
- Max Güde (1902–1984), Jurist und Generalbundesanwalt
- Fritz Viering (1910–1984), Theologe
- Gisbert von Bodelschwingh-Plettenberg (1790–1866), Gutsbesitzer
- Friedrich von Plettenberg-Heeren (1863–1924), Gutsbesitzer

Die Familien von Plettenberg und Bodelschwingh sind als Besitzer des Hauses Hilbeck und Patronen der evangelischen Kirche seit Jahrhunderten mit dem Ort verbunden, ihre Wappen finden sich in den Buntglasfenstern der Kirche wieder.

## Ansichten

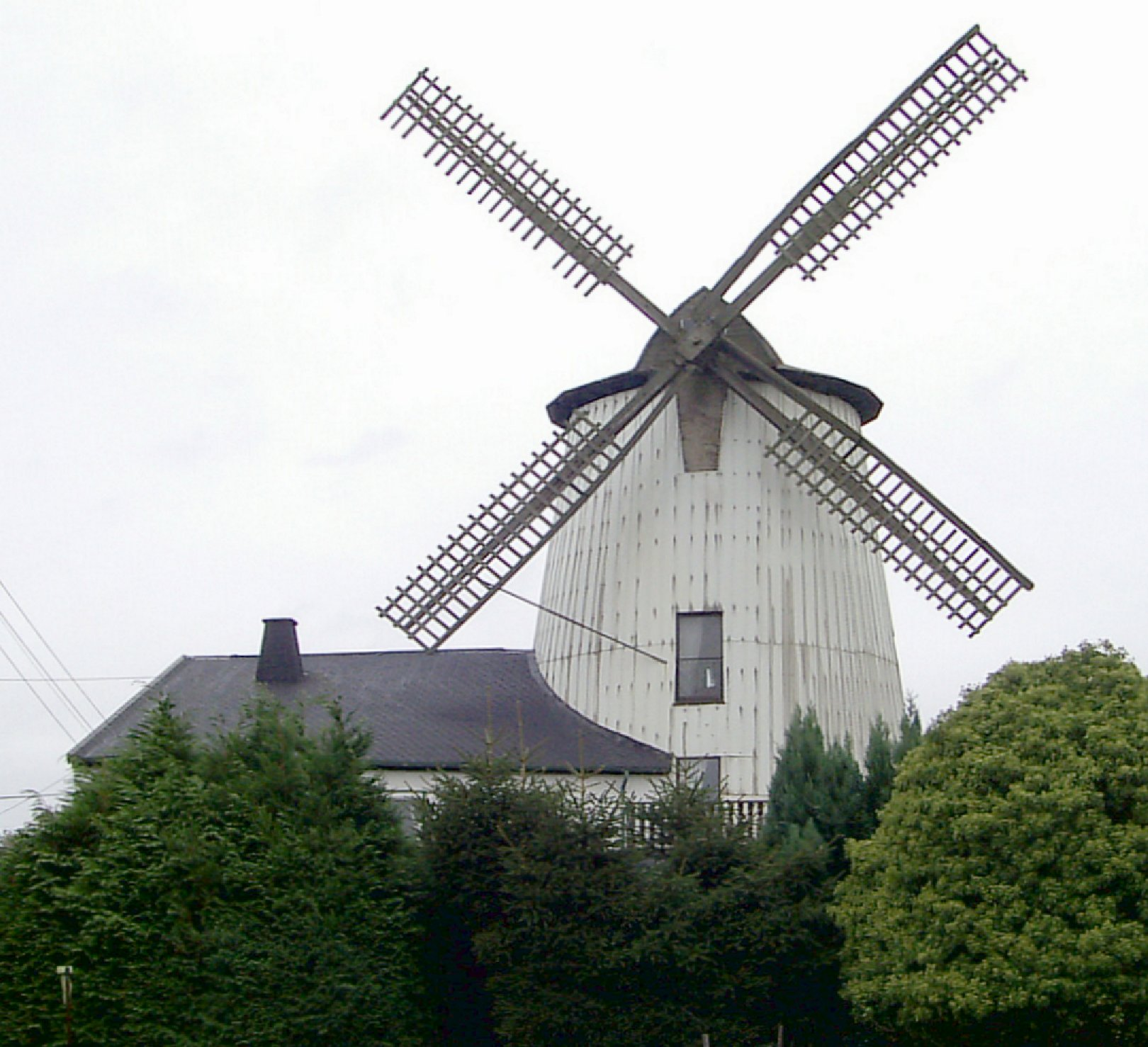
Windmühle in Hilbeck
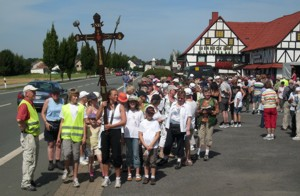
Abmarsch der Fußwallfahrt in Hilbeck
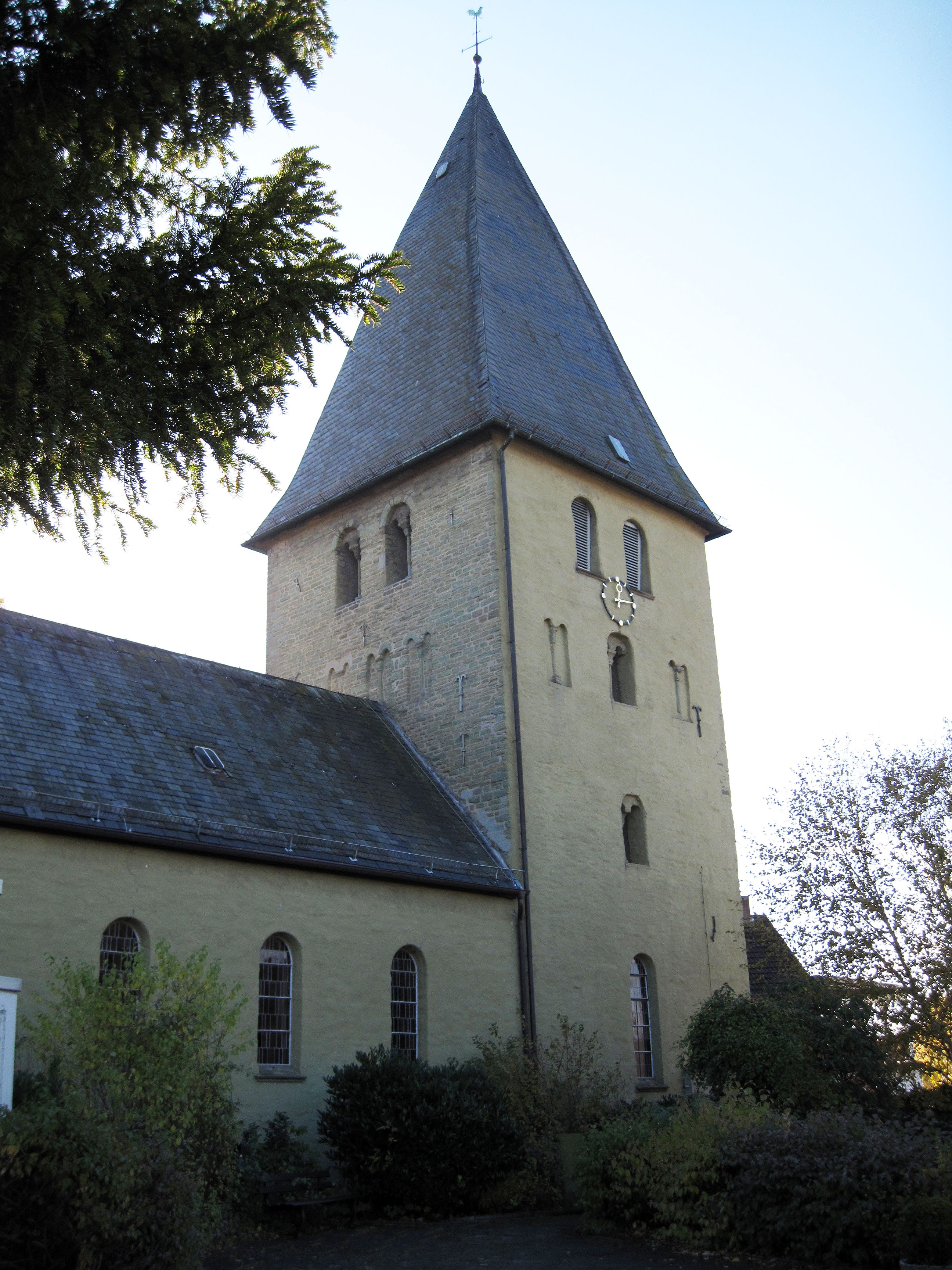
Die evangelische Kirche
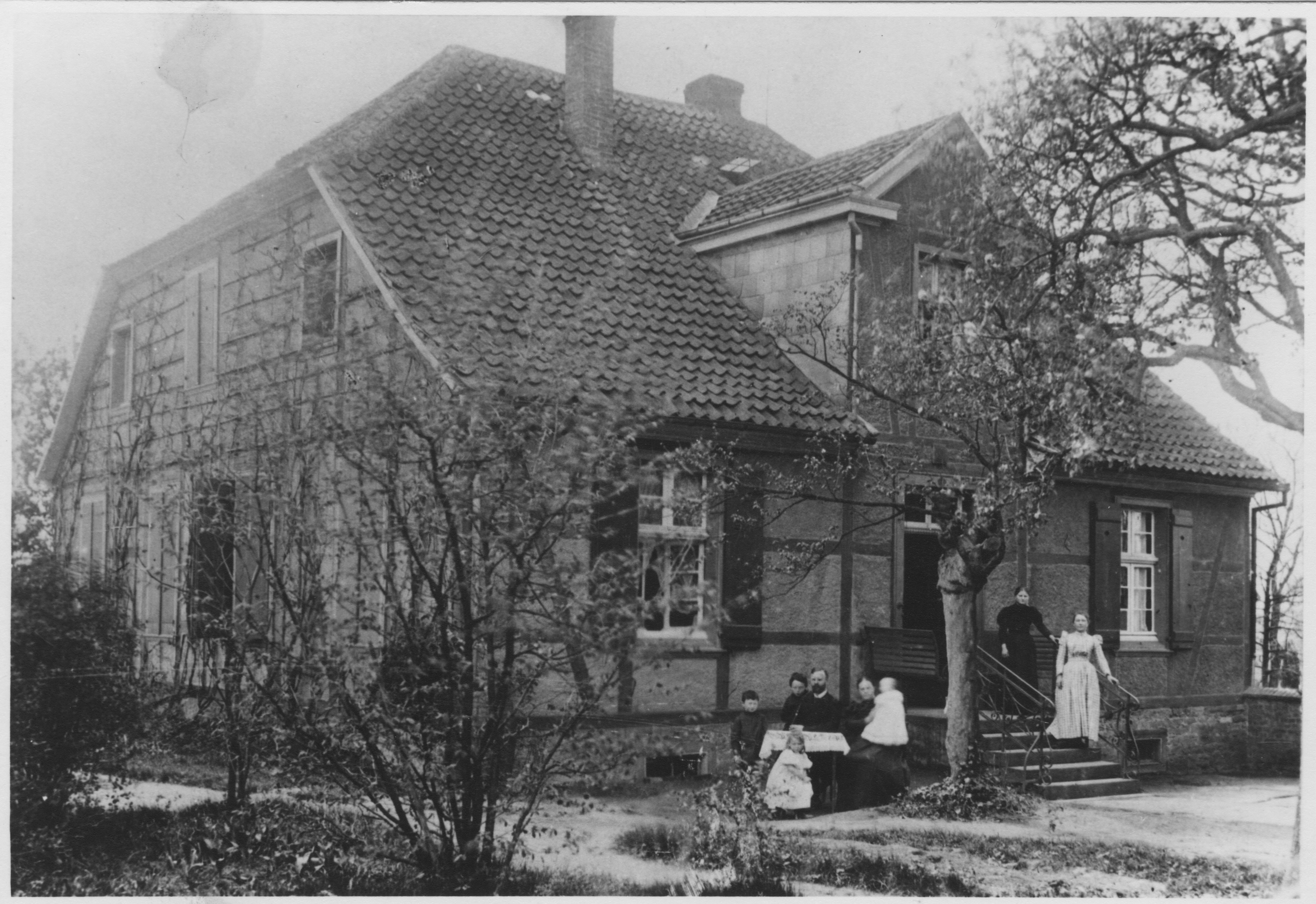
Historische Ansicht des alten Pfarrhauses vor 1900 mit der Pfarrersfamilie